# Kezang Wangdi
Kezang Wangdi (1º gennaio 1997) è un calciatore bhutanese, attaccante del Druk Star e della Nazionale bhutanese.

## Carriera

### Club
Nel 2015 ha firmato un contratto con il Druk Star.

### Nazionale
Debutta in nazionale il 20 agosto 2015, in Cambogia-Bhutan; nell'arco del medesimo anno gioca ulteriori 3 partite in nazionale.